# 汪彥沖
汪彥冲（1543年—1573年），字懋中，號靖寰，直隸徽州府歙縣民籍，浙江仁和縣人，明朝政治人物。

## 生平
隆慶四年（1570年）庚午科順天府鄉試第二名舉人。隆慶五年（1571年）聯捷辛未科會試第二百二十九名，三甲第九十一名進士。兵部觀政，授江西万安知县，萬曆元年卒。

## 家族
曾祖汪社貞；祖父汪尚；父汪世明，母姚氏。具庆下。兄汪彦衡。